# Громкий (посёлок)
Громкий (бел. Громкі) — посёлок в Маложинском сельсовете Брагинского района Гомельской области Белоруссии.

## География

### Расположение
В 26 км на восток от Брагина, 52 км от железнодорожной станции Хойники (на ветке Василевичи — Хойники от линии Калинковичи — Гомель), 143 км от Гомеля.

## Транспортная система
Транспортные связи по просёлочной, затем автомобильной дороге Комарин — Брагин.
Планировка состоит из прямолинейной улицы, близкой к меридиональной ориентации, застроенной деревянными домами усадебного типа.

## История
Основан в начале 1920-х годов переселенцами из соседних деревень на бывших помещичьих землях. В 1932 году организован колхоз. Во время Великой Отечественной войны в сентябре 1943 года фашисты полностью сожгли посёлок и убили 2 жителей. В боях за освобождение поселка и соседних деревень в октябре 1943 года погибли 140 солдат 356-й стрелковой дивизии 89-го стрелкового корпуса 61-й армии (похоронены в братской могиле в центре поселка). В 1959 году в составе колхоза «Первомайск» (центр — деревня Маложин).

## Население

### Численность
- 2004 год — 6 хозяйств, 8 жителей.

### Динамика
- 1930 год — 19 дворов, 103 жителя.
- 1940 год — 27 дворов, 121 житель.
- 1959 год — 86 жителей (согласно переписи).
- 2004 год — 6 хозяйств, 8 жителей.